# Boadicée et ses filles
Boadicée et ses filles (Boadicea and Her Daughters) est une statue en bronze représentant la reine de la tribu celte des Iceni, Boadicée, qui dirigea un soulèvement en Grande-Bretagne contre l'occupation romaine.
La statue est située à Londres à l'extrémité ouest du pont de Westminster, face à Big Ben et au palais de Westminster. Elle est considérée comme le magnum opus de son sculpteur, l'artiste et ingénieur anglais Thomas Thornycroft. Thornycroft y travailla de 1856 jusqu'à peu de temps avant sa mort en 1885, parfois aidé par son fils William Hamo Thornycroft. Cependant, la statue ne fut érigée à sa position actuelle qu'en 1902.

## Conception
La statue représente Boadicée (communément appelée « Boadicea » à l'époque victorienne), la reine de la tribu celte des Iceni, accompagnée de ses deux filles. Elle est montée sur un char à faux tiré par deux chevaux d'élevage. Le char est basé sur des modèles de chars romains, et non des chars utilisés par les Iceni. Il dispose d'une lame de faux attachée à chaque roue. Boadicée, elle, se tient debout, dans une robe fluide, avec une lance dans sa main droite et tient sa main gauche levée. Ses filles sont présentées seins nus. Elles sont accroupies dans le char, de part et d'autre de leur mère. Aucune ne tient de rênes pour contrôler les chevaux.

## Construction

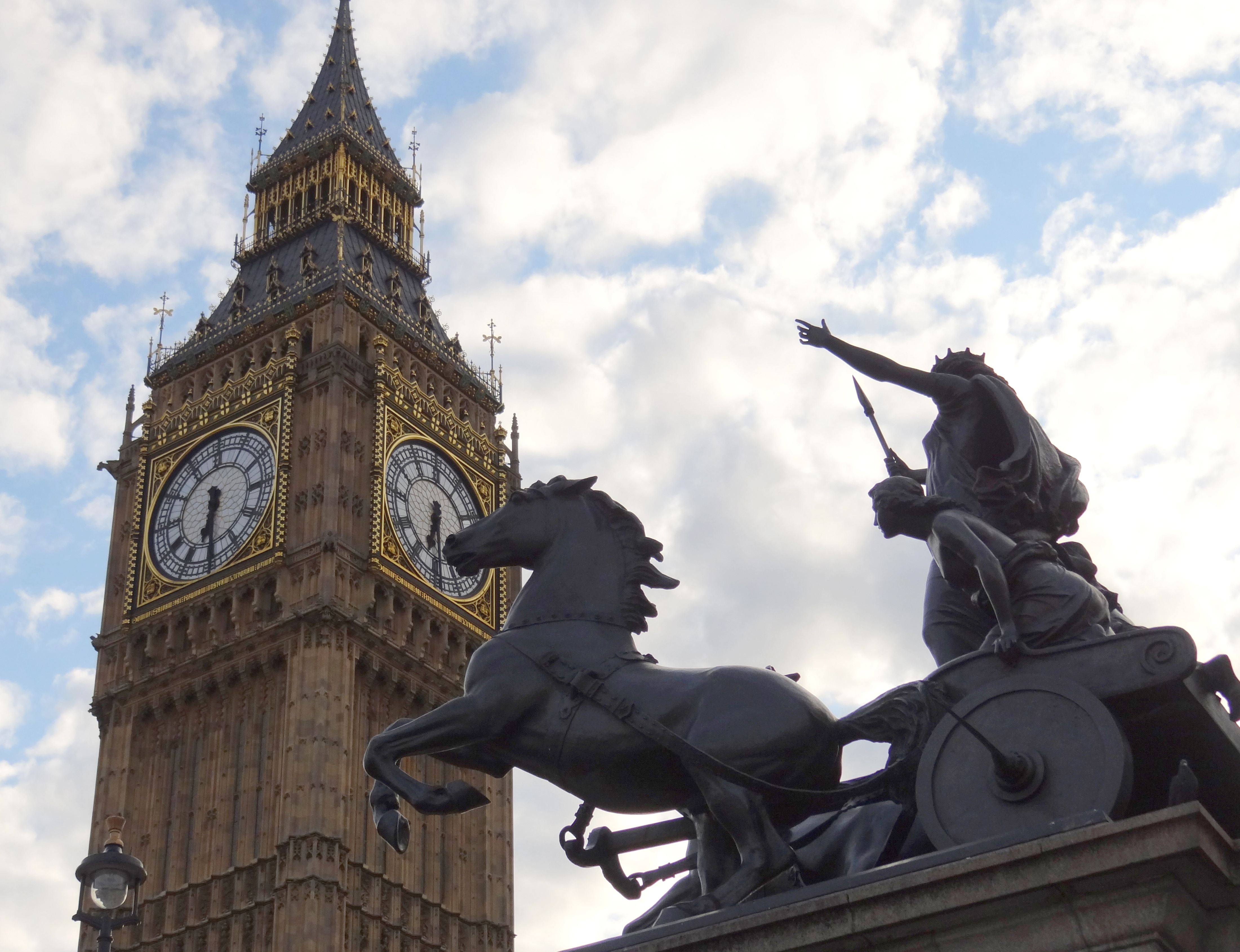
La statue est proche des chambres du Parlement

La statue de Boadicée et de ses filles a été commandée dans les années 1850, après que Thornycroft eut finalisé une statue équestre représentant la reine Victoria qui fut exposée à la Grande Exposition en 1851. La statue fut saluée par la reine Victoria et le prince Albert, si bien qu'ils décidèrent de participer au nouveau projet de Thornycroft. Le prince Albert voulait que la statue monumentale soit érigée au-dessus de l'arche centrale de l'entrée de Decimus Burton à Hyde Park, et demanda à Thornycroft de faire un « trône sur roues ».
L'objectif était de faire un parallèle entre la reine Victoria et Boadicée, dont le nom signifie « victorieuse » en langue celtique. Pour l'occasion, Albert prêta deux chevaux comme modèles. Cependant il décéda en 1861 peu de temps avant l'achèvement de la statue.
Thornycroft acheva une maquette grandeur nature de l'œuvre peu de temps avant sa mort en 1885, mais il ne disposait d'aucun financement pour qu'elle soit coulée en bronze. Le fils de Thornycroft, John Isaac Thornycroft se mit alors en quête de trouver 6 000 £ pour financer la coulée en bronze. En parallèle, il suggéra un autre emplacement pour la statue : un terrassement connu sous le nom de « tombe de Boadicée » sur le côté nord de la colline du Parlement.
Ce site fut fouillé en 1894, et bien qu'aucune tombe n'ait été trouvée, John Isaac Thornycroft suggéra que le site conviendrait parfaitement à l'emplacement de la statue. En 1898, l'argent nécessaire put enfin être collecté grâce à la formation d'un comité de levée fonds par souscription. Finalement, la statue fut coulée par JW Singer, le chef d'une importante fonderie d'art à Frome, pour seulement 2000 £, mais il n'y avait toujours aucun site pour l'ériger.

## Installation
La statue de Thornycroft ne fut finalement installée qu'en juin 1902, plus de 17 ans après sa mort, à proximité du pont de Westminster, en face de Big Ben.
Elle fut érigée sur un grand socle en granit réalisé parThomas Graham Jackson . Des inscriptions furent également ajoutées au socle en 1903. Sur le devant du socle, on peut ainsi lire : BOADICEA/ (BOUDICCA)/ QUEEN OF THE ICENI/ WHO DIED A.D. 61/ AFTER LEADING HER PEOPLE/ AGAINST THE ROMAN INVADER . Le côté droit du socle contient également une inscription avec un texte du poème de William Cowper Ode à Boadicée (1782) : REGIONS CAESAR NEVER KNEW/ THY POSTERITY SHALL SWAY . Enfin, l'inscription suivante fut ajoutée sur le côté gauche du socle : THIS STATUE BY THOMAS THORNYCROFT/ WAS PRESENTED TO LONDON BY HIS SON/ SIR JOHN ISAAC THORNYCROFT C.E./ AND PLACED HERE BY THE LONDON COUNTY COUNCIL/ A.D. 1902.
La statue est située à un emplacement animé, composé du trafic de l'Embankment et des nombreux touristes pédestres qui viennent de l'abbaye de Westminster, de la place du Parlement et de Whitehall à l'ouest sur le pont après le South Bank Lion pour aller vers County Hall, le London Eye et Jubilee Gardens sur la rive sud. Son socle est souvent caché derrière un étalage de souvenirs. La statue est devenue un bâtiment classé Grade II en 1958.

## Voir également
- Boadicée
- 1902 dans l'art

## Source de la traduction
- (en) Cet article est partiellement ou en totalité issu de l’article de Wikipédia en anglais intitulé « Boadicea and Her Daughters » (voir la liste des auteurs).

### Spécifiques
1. 1 2 3  (en) Philip Ward-Jackson, Public Sculpture of Historic Westminster : Volume 1, Public Sculpture of Britain, Liverpool, Liverpool University Press, 2011, p. 340
2. ↑  Andrea BARHAM, Napoléon n'était pas petit : Et autres fausses vérités de l'histoire, Hachette, 2014 (lire en ligne), p. 39
3. 1 2  Sharon Macdonald, Pat Holden et Shirley Ardener, Images of Women in Peace and War : Cross-cultural and Historical Perspectives, Univ of Wisconsin Press, 1988, 53 p. (ISBN 978-0-299-11764-1, lire en ligne)
4. ↑  Ann Saunders, The art and architecture of London : an illustrated guide, Phaidon, 1988, 480 p. (ISBN 978-0-7148-2533-5, lire en ligne), p. 135
5. 1 2 3  (en) David Ross, « Boadicea and Her Daughters Statue, Westminster », sur Britain Express (consulté le 31 mai 2020)
6. ↑  (en) Samantha Frénée-Hutchins, Boudica’s Odyssey in Early Modern England, Routledge, 2014 (lire en ligne), p. 12
7. ↑  (en) Vanessa Collingridge, Boudica : The Life of Britain's Legendary Warrior Queen, Harry N. Abrams, 2007, 400 p. (ISBN 978-1-58567-912-6, lire en ligne)
8. ↑  « Boadicea Statuary Group », Historic England (consulté le 1er mars 2019)

### Générales
- Boudica, Vanessa Collingridge, Random House, 2012,  (ISBN 1446445011)   , pp.   370–375.
- Boudica: Iron Age Warrior Queen, Richard Hingley, Christina Unwin, A&C Black, 2006,  (ISBN 0826440606)   , pp.   162-165.
- La reine des cœurs britanniques, The Telegraph, 13 mars 2005
- Images of Women in Peace and War: Cross-cultural and Historical Perspectives, Sharon Macdonald, Pat Holden, Shirley Ardener, Univ of Wisconsin Press, 1988,  (ISBN 0299117642)   , pp.   53–55.
- Titre Histoire du groupe Boadicea [par T. Thornycroft] érigé en 1902 [sur le talus de Victoria], Thomas Thornycroft, Compilé par L. Priddle, 1902
- Titre Warrior Queens: Boadicea's Chariot, Antonia Fraser, Hachette UK, 2011,  (ISBN 1780220707)   , pp.   196-197.
- The Historical Journal / Volume 57 / Numéro 02 / Juin 2014, pp.   485–508.
- http://footprintsoflondon.com/2015/04/bare-breasted-on-westminster-bridge/
- « londonremembers.com/memorials/… »(Archive.org • Wikiwix • Archive.is • Google • Que faire ?)